# アンサンブルVine
アンサンブルVine（あんさんぶるばいん）は、2000年創立のアマチュア合唱団である。指揮者は合唱指揮者の伊東恵司。

## 概要
京都府京都市を活動拠点としており、演奏会やコンクールへの出演の際に指揮者の伊東恵司の呼びかけで一時的にメンバーが集まり、演奏会終了後は活動休止するという独特のスタイルで活動している。
2017年7月、スペイン・バルセロナにて開催される第11回世界合唱シンポジウムへ招待合唱団として出演。2010年（平成22年）に長井賞を受賞。

## 受賞歴
| 受賞年 | 大会名                             | 部門              | 賞                    |
| ------ | ---------------------------------- | ----------------- | --------------------- |
| 2004年 | 第57回全日本合唱コンクール全国大会 | 一般部門Aグループ | 銀賞                  |
| 2005年 | 第58回全日本合唱コンクール全国大会 | 一般部門Aグループ | 金賞                  |
| 2006年 | 第59回全日本合唱コンクール全国大会 | 一般部門Aグループ | 銀賞                  |
| 2007年 | 第60回全日本合唱コンクール全国大会 | 一般部門Aグループ | 金賞                  |
| 2008年 | 第61回全日本合唱コンクール全国大会 | 一般部門Aグループ | 金賞                  |
| 2009年 | 第62回全日本合唱コンクール全国大会 | 一般部門Aグループ | 金賞 (日本放送協会賞) |
| 2010年 | 第63回全日本合唱コンクール全国大会 | 一般部門Aグループ | 銅賞                  |
| 2012年 | 第65回全日本合唱コンクール全国大会 | 一般部門Aグループ | 金賞 (日本放送協会賞) |
| 2013年 | 第66回全日本合唱コンクール全国大会 | 室内合唱の部      | 金賞 (千葉市長賞)     |
| 2014年 | 第67回全日本合唱コンクール全国大会 | 室内合唱の部      | 金賞                  |
| 2015年 | 第68回全日本合唱コンクール全国大会 | 室内合唱の部      | 金賞 (長崎市長賞)     |
| 2016年 | 第69回全日本合唱コンクール全国大会 | 室内合唱の部      | 金賞 (日本放送協会賞) |
| 2017年 | 第70回全日本合唱コンクール全国大会 | 室内合唱の部      | 銀賞                  |
| 2018年 | 第71回全日本合唱コンクール全国大会 | 室内合唱の部      | 金賞 (札幌市長賞)     |
| 2019年 | 第72回全日本合唱コンクール全国大会 | 室内合唱の部      | 銀賞                  |
| 2021年 | 第74回全日本合唱コンクール全国大会 | 室内合唱の部      | 金賞 (岡山市長賞)     |
| 2022年 | 第75回全日本合唱コンクール全国大会 | 室内合唱の部      | 金賞                  |